# Qaraçala
Qaraçala è un comune dell'Azerbaigian situato nel distretto di Salyan. Conta una popolazione di 5 071 abitanti.